# London Town (Lied)
London Town ist ein Lied der britischen Musikgruppe Wings, das 1978 als Single A-Seite und auf dem gleichnamigen Album veröffentlicht wurde. Es war die 19. Single der Wings, in Deutschland die 20. Komponiert wurde es von Paul McCartney und Denny Laine.

## Hintergrund
London Town ist der Titeltrack und das Eröffnungslied des gleichnamigen Albums von Wings. Es war einer der ersten Songs, die für das Album aufgenommen wurden.
Paul McCartney sagte über die Entstehung des Liedes: „Lustigerweise wurde es in Perth, Australien, geschrieben. Es begann in Perth, als wir auf unsere Australien-Tour gingen. Und wir fingen an, dieses Ding zu machen, wir kamen mit diesem Eröffnungstext, 'An einem lila Nachmittag auf dem Bürgersteig hinuntergehen'. Also fing es dort an, und dann hing es eine Weile herum. Ich hatte gerade das erste Stück, das Linda und ich gemacht hatten, und dann kam ich mit Denny im Sommer '76 zusammen, ich glaube, es war, in Schottland, und wir setzten uns einfach hin und beendeten alles, arrangierten es ein wenig und bekamen andere kleine Kleinigkeiten. Ich habe noch ein bisschen geschrieben, als ich im Urlaub war. Ich bin für einen Urlaub nach Mexiko gefahren, irgendwo dazwischen, und habe noch ein bisschen geschrieben. Also haben wir alles zusammengefügt und dann in London aufgenommen.“
Der Text von London Town beschreibt „gewöhnliche Menschen“ und das alltägliche Leben in London. Teile des Liedes haben eine pessimistische Sichtweise. Es beschreibt die Frustration über die Unfähigkeit, gewöhnliche Menschen zu treffen, und die Leere, die ein arbeitsloser Schauspieler empfindet. Zwei Verse enden mit dem Satz „Nun, ich weiß es nicht“. McCartney schrieb in seinem 2021er Buch The Lyrics: 1956 To The Present über den Text von London Town: „Wie so häufig bei meinen Songs, betätige ich mich hier als Aquarellist. Ich male eine Szene: Ich gehe an einem violetten Nachmittag über den Bürgersteig und werde von einem Mann angesprochen, er spielt eine einfache Melodie auf seiner Flöte – ‚toot toot toot toot‘. Ich krame in meiner Phantasie und sage: ‚Okay, was jetzt?‘“ Hierbei ist laut McCartney in dem mit surrealen Zeilen versehenen Text mit „toot toot toot toot“ Kokain gemeint.
London Town ist die dritte Singleauskopplung aus dem Album London Town und erreichte Platz 60 in Großbritannien und in den USA Platz 39 in den jeweiligen Charts. In Deutschland konnte sich die Single nicht platzieren.
Für London Town wurde am 21. März 1978 in den Twickenham Studios ein Musikvideo gedreht, Regisseur war Michael Lindsay-Hogg. Im Video wirkt neben Paul und Linda McCartney und Denny Laine auch Victor Spinetti mit.
Wings spielten London Town nicht live.

## Aufnahme
Die Backingtracks von London Town wurden von den Wings zwischen dem 14. Februar und 31. März 1977 in den Londoner Abbey Road Studios eingespielt, Overdubs erfolgten im August 1977 im Spirit Of Ranachan Studio, Campbeltown, Schottland mit Paul McCartney als Produzenten. Geoff Emerick, Pete Henderson, Mark Vigars und Steve Churchyard waren die Toningenieure der Aufnahmen.
Besetzung:
- Paul McCartney: Gesang, Bassgitarre, Klavier, Synthesizer
- Linda McCartney: Keyboard, Hintergrundgesang
- Denny Laine: Akustikgitarre, E-Gitarre, Elektrisches Klavier, Hintergrundgesang
- Jimmy McCulloch: E-Gitarre, Slide-Gitarre
- Joe English: Schlagzeug

## Coverversionen
Es gibt drei Coverversionen von London Town.

## Veröffentlichung
- Am 27. März 1978 wurde in den USA (Großbritannien: 31. März) das Album London Town veröffentlicht auf dem sich London Town befindet.
- Am 11. August 1978 (USA: 14. August 1978) erschien die dritte Single London Town / I’m Carrying[4] mit dem von Paul McCartney komponierten Lied[5] I’m Carrying. Die Promotionsingle wurde in den USA wie folgt veröffentlicht: auf der A-Seite befindet sich die gekürzte Monoversion (3:48) und auf der B-Seite die gekürzte Stereoversion der A-Seite der Kaufsingle.[6]
- Am 2. Dezember 2022 wurde die Singlebox The 7″ Singles Box veröffentlicht, die auch London Town enthält.